# Aeropuerto de Reno-Stead
El Aeropuerto de Reno-Stead (OACI: KRTS, FAA: RTS) es un aeropuerto público localizado a 19 kilómetros al noroeste del centro de negocios de Reno, una ciudad del condado de Washoe, estado de Nevada, EE. UU.
El aeropuerto de Reno-Stead no ofrece vuelos regulares, ya que esa función la asume el cercano aeropuerto Internacional de Reno-Tahoe.
Desde el año 1964, el  aeropuerto de Reno-Stead ha albergado el Campeonato Nacional de Carreras Aéreas, más conocido como Reno Air Races, evento que tiene lugar en el mes de septiembre. Antiguamente, el aeropuerto tuvo uso militar, conociéndose bajo el nombre de Base Aérea de Stead.